# Defesa Civil do Estado de Mato Grosso

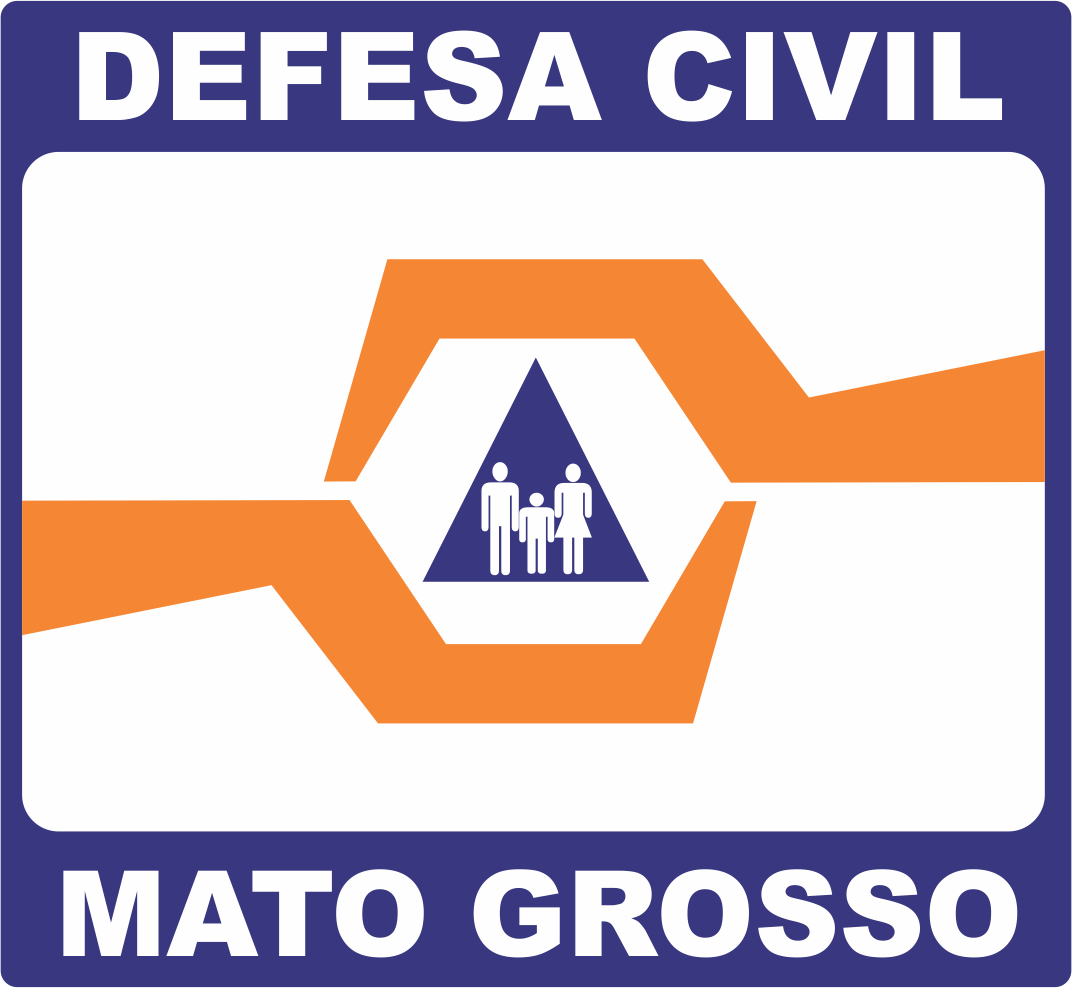
Símbolo

A Defesa Civil do Estado de Mato Grosso é o órgão responsável pelo conjunto de ações preventivas, de socorro assistencial e recuperativas, destinadas a evitar ou minimizar os impactos de um desastre no âmbito do Estado de Mato Grosso.
O órgão integra o Sistema Nacional de Proteção e Defesa Civil — SINPDEC ordenado pela lei federal nº 12.608, de 10 de abril de 2012, que institui a Política Nacional de Proteção e Defesa Civil — PNPDEC.

## Atuação
Sua atuação ocorre antes, durante e depois de desastres por meio de ações distintas e inter-relacionadas: Prevenção; Mitigação; Resposta e Recuperação.

### Ações de prevenção
Ações destinadas a reduzir a ocorrência e a intensidade de desastres, por meio da identificação, do mapeamento e do monitoramento de riscos, ameaças e vulnerabilidades locais, incluindo a capacitação da sociedade em atividades de defesa civil e a construção de obras de contenção e correção.

### Ações de mitigação
Ações que buscam diminuir ou a limitar os impactos dos desastres para a população. Como nem sempre é possível evitá-los, pode-se minimizar o grau de vulnerabilidade dos cenários, realizando, por exemplo, o monitoramento de eventos naturais, a emissão de alertas e avisos e até mesmo a evacuação de áreas de risco.

### Ações de resposta
Ações emergenciais destinadas ao socorro e assistência às pessoas, incluindo a busca e salvamento e os primeiros socorros. Também abrangem as obras e as medidas, em sua maioria provisórias, necessárias para restabelecer os serviços essenciais.

### Ações de recuperação
São ações de caráter definitivo destinadas a restabelecer o cenário destruído, como a reconstrução ou recuperação de obras de infraestrutura danificadas, ou destruídas, com foco primordial na redução de riscos.

## Histórico
A Defesa Civil do Estado de Mato Grosso, criada pelo Decreto Estadual nº 1.385 de 06 de fevereiro de 1973, sob a denominação de Coordenadoria Estadual de Defesa Civil, em substituição ao antigo Grupo Executivo de Assistência à Calamidade Pública. A Coordenadoria entrou em funcionamento efetivamente na segunda quinzena de março de 1974, ocasião da histórica inundação provocada pelo rio Cuiabá, quando o rio atingiu 10,87 m em 18 de março de 1974 desabrigando cerca de 24.000 pessoas em 24 horas.
Atualmente tem o status de Secretaria Adjunta de Proteção e Defesa Civil subordinada à Secretaria de Estado das Cidades, conforme Decreto Estadual nº 546, de 05 de maio de 2016.

## Principais desastres
Inundações, enxurradas, alagamentos, estiagem, incêndios florestais, baixa umidade do ar, epidemias, acidentes com transporte de produtos perigosos, são os principais eventos adversos enfrentados em Mato Grosso.
Para ajudar a população a se tornar menos vulnerável e mais resiliente diante desses problemas é que se fundamenta a existência do órgão de Proteção e Defesa Civil.  Em caso de desastres, seu objetivo é reduzir os riscos e os danos sofridos pela população afetada.

## Competências
Sua missão é aumentar a capacidade de resiliência da sociedade mato-grossense, construindo um movimento integrado junto à comunidade para que seus membros tornem-se capazes de resistir, absorver e se recuperar dos efeitos de um desastre.
As Competências dos Entes Federados (art. 7º da lei federal Nº 12.608, de 10 de abril de 2012) são:
- Executar a PNPDEC em seu âmbito territorial;

- Coordenar as ações do SINPDEC em articulação com a União e os Municípios;

- Instituir o Plano Estadual de Proteção e Defesa Civil;

- Identificar e mapear as áreas de risco e realizar estudos de identificação de ameaças, suscetibilidades e vulnerabilidades, em articulação com a União e os Municípios;

- Realizar o monitoramento meteorológico, hidrológico e geológico das áreas de risco, em articulação com a  União e os Municípios;

- Apoiar a União, quando solicitado, no reconhecimento de  situação de emergência e  estado de calamidade pública;

- Declarar, quando for o caso, estado de calamidade pública ou situação de emergência; e

- Apoiar, sempre que necessário, os Municípios no levantamento das áreas de risco, na elaboração dos Planos de Contingência de Proteção e Defesa Civil e na divulgação de protocolos de prevenção e alerta e de ações emergenciais.

## Atuação dos municípios
A Coordenadoria Municipal de Proteção e Defesa Civil (COMPDEC) é o órgão responsável pela gestão das ações de proteção e de defesa civil no âmbito do município. Por meio da COMPDEC, os municípios estarão aptos a cumprir suas competências instituídas na Política Nacional de Proteção e Defesa Civil – PNPDEC (Lei federal Nº 12.608, de 10 de abril de 2012).
Como é no município que os desastres acontecem, o órgão estadual de Proteção e Defesa Civil de Mato Grosso oferece apoio logístico, pessoal e técnico sempre que acionado pelos municípios mato-grossenses, especialmente nos processos de:
- decretação de situação de emergência ou estado de calamidade pública de acordo com a Instrução Normativa nº 01, de 24 de agosto de 2012

- solicitação de transferências de recursos da União para a execução de ações de prevenção em áreas de risco de desastres e de resposta e de recuperação em áreas atingidas por desastres, conforme Lei nº 12.983, de 02 de junho de 2014

- capacitação de voluntários para atuação nas ações de Defesa Civil nos municípios